# エルミート標準形
数学の線型代数学におけるエルミート標準形（エルミートひょうじゅんけい、英: Hermite normal form）とは、整数全体 Z についての行列の行階段形と同様の概念である。

## 非特異正方行列
成分が整数であるような非特異正方行列 M = (mij) がエルミート標準形（Hermite normal form, HNF）であるとは、次を満たすときを言う：
- M は上三角行列である[1]。
- 対角成分 mii が正である。
- i > j に対し、mii > mji ≥ 0 が成立する。すなわち、ある列において、その対角成分よりも上に位置する成分は非負であり、その対角成分よりも小さい。

## 一般的な行列
より一般的に、成分が整数であるような m×n 行列がエルミート標準形（HNF）であるとは、
- 0 ≤ r ≤ n を満たすような r、および
- 単調増加関数 f: [r + 1, n] → [1, m]

が存在し、M のはじめの r 列がゼロで、r + 1 ≤ j ≤ n に対し
- mf(j)j > 0。
- i > f(j) のときは、mij = 0。
- k < f(j) のときは、mf(j)j > mkj ≥ 0。

が成立することを言う。

## エルミート標準形の一意性
成分が整数であるような m×n 行列 A が任意に与えられたとき、
{\displaystyle H=UA} ただし U ∈ GLn(Z)（すなわち、U はユニモジュラ行列である）
を満たすような、整数成分のエルミート標準形の m×n 行列 H が一意に存在する。H の非ゼロの列により構成される行列のことを、A のエルミート標準形と呼ぶ。

### 例
以下の行列 A のエルミート標準形が、H である。
{\displaystyle A={\begin{pmatrix}5&3&1&4\\0&1&0&0\\0&0&19&16\\0&0&0&3\end{pmatrix}}\qquad H={\begin{pmatrix}5&0&1&1\\0&1&0&0\\0&0&19&1\\0&0&0&3\end{pmatrix}}}
行列 A のエルミート標準形が、行列 H である。
{\displaystyle A={\begin{pmatrix}0&0&5&0&1&4\\0&0&0&-1&-4&99\\0&0&0&20&19&16\\0&0&0&0&2&1\\0&0&0&0&0&3\\0&0&0&0&0&0\end{pmatrix}}\qquad H={\begin{pmatrix}0&0&5&0&0&2\\0&0&0&1&0&1\\0&0&0&0&1&2\\0&0&0&0&0&3\\0&0&0&0&0&0\\0&0&0&0&0&0\\\end{pmatrix}}}
ここで r=2; f(3)=1,  f(4)=2, f(5)=3, f(6)=4 が得られる（f(j) は、列 j に含まれる最小の非ゼロ成分の行を与える）